# Cortana (espada)

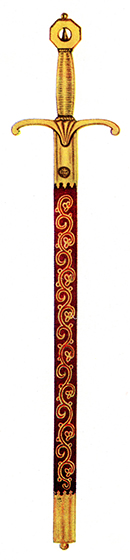
Cortana

Cortana o Curtana, también conocida como la Espada de la Misericordia, es una espada ceremonial usada en la coronación de los monarcas británicos. Es una de las joyas de la corona del Reino Unido.
Su extremo es romo, sin punta, para simbolizar la clemencia.
Esta espada se supone que fue antaño la del legendario Tristán. Esta pertenencia explicaría la punta roma, ya que Tristán rompió la hoja de su espada, dejando el extremo dentro del cráneo de Morholt, un caballero irlandés.
A Ogier el Danés también se le atribuye una espada de nombre Cortana, en cuyo filo se podía leer esta inscripción: Mi nombre es Cortana, del mismo acero y temple que la Joyosa y Durandarte.